# Viry (Saône-et-Loire)
Viry is een gemeente in het Franse departement Saône-et-Loire (regio Bourgogne-Franche-Comté) en telt 244 inwoners (1999). De plaats maakt deel uit van het arrondissement Charolles.

## Geografie
De oppervlakte van Viry bedraagt 20,4 km², de bevolkingsdichtheid is 12,0 inwoners per km².
De onderstaande kaart toont de ligging van Viry (Saône-et-Loire) met de belangrijkste infrastructuur en aangrenzende gemeenten.

## Demografie
Onderstaande figuur toont het verloop van het inwonertal (bron: INSEE-tellingen).